# Голубев, Леонид Павлович
Леонид Павлович Голубев — советский хозяйственный деятель, Герой Социалистического Труда.

## Биография
Родился в 1934 году на территории современной Тверской области. Член КПСС.
Окончил профессионально-техническое училище.
В 1961—1963 гг. — слесарь, в 1963—1994 гг. — бригадир слесарей-ремонтников ТЭЦ-22 Министерства энергетики и электрификации СССР в посёлке Дзержинском Люберецкого района Московской области.
Указом Президиума Верховного Совета СССР от 29 апреля 1986 года присвоено звание Героя Социалистического Труда с вручением ордена Ленина и золотой медали «Серп и Молот».
Умер в 2019 году в посёлке Дзержинском.

## Награды и звания
- Герой Социалистического Труда (29.04.1986)
- Орден Ленина (17.05.1977, 29.04.1986)
- Орден Октябрьской Революции (29.03.1974)
- Орден Трудового Красного Знамени (20.04.1971)